# Jocs Olímpics d'Hivern de 2018
Els Jocs Olímpics d'Hivern de 2018, oficialment XXIII Jocs Olímpics d'Hivern, són els Jocs Olímpics disputats a la ciutat de Pyeongchang (Corea del Sud) entre els dies 9 i 25 de febrer de 2018.
Aquests són els tercers Jocs Olímpics d'Hivern que es disputaran a l'Àsia després dels realitzats a Sapporo (Japó) l'any 1972 i a Nagano (Japó) l'any 1998, i els sisens en general/d'estiu després dels realitzats a Tòquio (Japó) l'any 1964, a Seül (Corea del Sud) l'any 1988 i Pequín (República Popular de la Xina) l'any 2008.

## Candidatura

### Antecedents
Anteriorment a aquests Jocs Pyeongchang ja havia presentat candidatura a ser seu dels Jocs Olímpics d'hivern en dues ocasions: la primera l'any 2003 per esdevenir seu dels Jocs Olímpics d'Hivern de 2010 que finalment foren assignats a Vancouver (Canadà) i l'any 2007 per esdevenir seu dels Jocs Olímpics d'Hivern de 2014 que finalment foren assignats a Sotxi (Rússia).

### Votacions
En la 123a Sessió del Comitè Olímpic Internacional (COI) realitzada a Durban (Sud-àfrica) el 6 de juliol de 2011 s'escollí la ciutat de Pyeongchang com a seu dels Jocs Olímpics d'hivern de 2018 per davant de:
| Jocs Olímpics d'hivern de 2018 | Jocs Olímpics d'hivern de 2018 | Jocs Olímpics d'hivern de 2018 |
| Ciutat                         | Comitè Olímpic                 | 1a Ronda                       |
| ------------------------------ | ------------------------------ | ------------------------------ |
| Pyeongchang                    | Corea del Sud                  | 63                             |
| Múnic                          | Alemanya                       | 25                             |
| Annecy                         | França                         | 7                              |

## Esports disputats
Un total de 15 esports es van disputar en aquests Jocs Olímpics, realitzant-se un total de 102 proves. En aquesta edició no hi va haver esports de demostració.

## Comitès olímpics participants
Un total de 92 comitès olímpics hi prengueren part. En el cas de l'Equador, Eritrea, Kosovo, Malàisia, Nigèria i Singapur fou la primera vegada que prengueren part en uns Jocs Olímpics d'hivern.
- Albània (2)
- Alemanya (156)
- Andorra (5)
- Argentina (6)
- Armènia (3)
- Atletes Olímpics de Rússia (169)
- Austràlia (51)
- Àustria (105)
- Azerbaidjan (1)
- Bèlgica (21)
- Bermudes (2)
- Belarús (21)
- Bolívia (2)
- Bòsnia i Hercegovina (4)
- Brasil (9)
- Bulgària (33)
- Canadà (227)
- Colòmbia (4)
- Corea (35)
- Corea del Nord (10)
- Corea del Sud (121)
- Croàcia (19)
- Dinamarca (17)
- Equador (1)
- Eritrea (1)
- Eslovàquia (59)
- Eslovènia (71)
- Espanya (12)
- Estats Units (242)
- Estònia (22)
- Filipines (2)
- Finlàndia (106)
- França (107)
- Geòrgia (4)
- Ghana (1)
- Hong Kong (1)
- Hongria (19)
- Índia (2)
- Iran (4)
- Irlanda (5)
- Islàndia (5)
- Israel (10)
- Itàlia (122)
- Jamaica (3)
- Japó (124)
- Kazakhstan (46)
- Kenya (1)
- Kirguizstan (1)
- Kosovo (1)
- Letònia (34)
- Líban (3)
- Liechtenstein (3)
- Lituània (9)
- Luxemburg (1)
- Macedònia del Nord (3)
- Malàisia (2)
- Malta (1)
- Marroc (2)
- Mèxic (4)
- Moldàvia (2)
- Mònaco (4)
- Mongòlia (2)
- Montenegro (3)
- Nigèria (3)
- Noruega (109)
- Nova Zelanda (21)
- Països Baixos (34)
- Pakistan (2)
- Polònia (62)
- Portugal (2)
- Puerto Rico (1)
- Regne Unit (59)
- Txèquia (95)
- Romania (27)
- San Marino (1)
- Sèrbia (4)
- Singapur (1)
- Sud-àfrica (1)
- Suècia (199)
- Suïssa (170)
- Tailàndia (4)
- Timor Oriental (1)
- Togo (2)
- Tonga (1)
- Turquia (8)
- Ucraïna (33)
- Uzbekistan (2)
- Xile (7)
- R.P. de la Xina (81)
- Xina Taipei (4)
- Xipre (1)

### Participació dels Països Catalans
Els atletes de territoris de parla catalana que participaren en aquest esdeveniment esportiu foren:
| Nom               | Esport        | Disciplina      | Pos.         | Origen                       | Club                                   |
| ----------------- | ------------- | --------------- | ------------ | ---------------------------- | -------------------------------------- |
| Queralt Castellet | Surf de neu   | Migtub          | 7            | Sabadell (Vallès Occidental) | Red Bull (patrocini)                   |
| Irineu Esteve     | Esquí de fons | Esquiatló       | 46           | ? (Andorra)                  | Nòrdic Esquí Club                      |
| Irineu Esteve     | Esquí de fons | Lliure          | 27           | ? (Andorra)                  | Nòrdic Esquí Club                      |
| Martin Fourcade   | Biatló        | Individual      | 5            | Ceret (Vallespir)            | EMHM Nordic 66                         |
| Martin Fourcade   | Biatló        | Esprint         | 8            | Ceret (Vallespir)            | EMHM Nordic 66                         |
| Martin Fourcade   | Biatló        | Persecució      | Medalla d'or | Ceret (Vallespir)            | EMHM Nordic 66                         |
| Martin Fourcade   | Biatló        | Sortida massiva | Medalla d'or | Ceret (Vallespir)            | EMHM Nordic 66                         |
| Martin Fourcade   | Biatló        | Relleus         | 5            | Ceret (Vallespir)            | EMHM Nordic 66                         |
| Martin Fourcade   | Biatló        | Relleus mixtos  | Medalla d'or | Ceret (Vallespir)            | EMHM Nordic 66                         |
| Mireia Gutiérrez  | Esquí alpí    | Eslàlom         | 30           | Andorra la Vella (Andorra)   | Esquí Club d'Ordino-Arcalís            |
| Lluís Marín       | Surf de neu   | Cross           | 30           | Andorra la Vella (Andorra)   | Esquí Club d'Ordino-Arcalís            |
| Ander Mirambell   | Tobogan       | Tobogan masculí | 23           | Calella (Maresme)            | RCD Espanyol                           |
| Marc Oliveras     | Esquí alpí    | Combinada       | 29           | Barcelona (Barcelonès)       | Esquí Club Pas de la Casa-Grau Roig    |
| Marc Oliveras     | Esquí alpí    | Descens         | DNF          | Barcelona (Barcelonès)       | Esquí Club Pas de la Casa-Grau Roig    |
| Marc Oliveras     | Esquí alpí    | Súper gegant    | 33           | Barcelona (Barcelonès)       | Esquí Club Pas de la Casa-Grau Roig    |
| Quim Salarich     | Esquí alpí    | Eslàlom         | DNF          | Vic (Osona)                  | La Molina Club d'Esports               |
| Joan Verdú        | Esquí alpí    | Combinada       | 27           | Andorra la Vella (Andorra)   | Esquí Club Pas de la Casa-Grau Roig    |
| Joan Verdú        | Esquí alpí    | Descens         | 37           | Andorra la Vella (Andorra)   | Esquí Club Pas de la Casa-Grau Roig    |
| Joan Verdú        | Esquí alpí    | Súper gegant    | 28           | Andorra la Vella (Andorra)   | Esquí Club Pas de la Casa-Grau Roig    |
| Joan Verdú        | Esquí alpí    | Eslàlom gegant  | DNF          | Andorra la Vella (Andorra)   | Esquí Club Pas de la Casa-Grau Roig    |
| Martí Vigo        | Esquí de fons | Lliure          | DNF          | Sessué (Ribagorça)           | Agrupació Esportiva Hospital de Benasc |

## Calendari
Totes les dates són en la Zona horària de Corea (UTC+9)
| CO | Cerimònia d'Obertura | ● | Competició | 1 | Finals | EP | Exhibició de patinatge | CC | Cerimònia de Clausura |

| Febrer                                | Febrer                                | 8 Dj | 9 Dv | 10 Ds | 11 Dg | 12 Dl | 13 Dm | 14 Dx | 15 Dj | 16 Dv | 17 Ds | 18 Dg | 19 Dl | 20 Dm | 21 Dx | 22 Dj | 23 Dv | 24 Ds | 25 Dg | Proves |        |
| ------------------------------------- | ------------------------------------- | ---- | ---- | ----- | ----- | ----- | ----- | ----- | ----- | ----- | ----- | ----- | ----- | ----- | ----- | ----- | ----- | ----- | ----- | ------ | ------ |
| Cerimònies                            | Cerimònies                            |      | CO   |       |       |       |       |       |       |       |       |       |       |       |       |       |       |       | CC    |        |        |
| Biatló                                | Biatló                                |      |      | 1     | 1     | 2     |       | 1     | 1     |       | 1     | 1     |       | 1     |       | 1     | 1     |       |       | 11     |        |
| Bobsleigh                             | Bobsleigh                             |      |      |       |       |       |       |       |       |       |       | ●     | 1     | ●     | 1     |       |       | ●     | 1     | 3      |        |
| Combinada nòrdica                     | Combinada nòrdica                     |      |      |       |       |       |       | 1     |       |       |       |       |       | 1     |       | 1     |       |       |       | 3      |        |
| Cúrling                               | Cúrling                               | ●    | ●    | ●     | ●     | ●     | 1     | ●     | ●     | ●     | ●     | ●     | ●     | ●     | ●     | ●     | ●     | 1     | 1     | 3      |        |
| Esquí acrobàtic                       | Esquí acrobàtic                       |      | ●    |       | 1     | 1     |       |       | ●     | 1     | 1     | 2     | ●     | 1     | 1     | 1     | 1     |       |       | 10     |        |
| Esquí alpí                            | Esquí alpí                            |      |      |       | 1     | 1     | 1     | 1     | 1     |       | 1     | 1     |       |       | 1     | 1     | 1     | 1     |       | 11     |        |
| Esquí de fons                         | Esquí de fons                         |      |      | 1     | 1     |       | 2     |       | 1     | 1     | 1     | 1     |       |       | 2     |       |       | 1     | 1     | 12     |        |
| Hoquei sobre gel                      | Hoquei sobre gel                      |      |      | ●     | ●     | ●     | ●     | ●     | ●     | ●     | ●     | ●     | ●     | ●     | ●     | 1     | ●     | ●     | 1     | 2      |        |
| Luge                                  | Luge                                  |      |      | ●     | 1     | ●     | 1     | 1     | 1     |       |       |       |       |       |       |       |       |       |       | 4      |        |
| Patinatge artístic                    | Patinatge artístic                    |      | ●    |       | ●     | 1     |       | ●     | 1     | ●     | 1     |       | ●     | 1     | ●     |       | 1     |       | EP    | 5      |        |
| Patinatge de velocitat                | Patinatge de velocitat                |      |      | 1     |       |       | 1     |       |       |       | 2     |       |       | 1     |       | 3     |       |       |       | 8      |        |
| Patinatge de velocitat en pista curta | Patinatge de velocitat en pista curta |      |      | 1     |       |       | 1     |       |       |       | 2     |       |       | 1     |       | 3     |       |       |       | 8      |        |
| Salt amb esquís                       | Salt amb esquís                       | ●    |      | 1     |       | 1     |       |       |       | ●     | 1     |       | 1     |       |       |       |       |       |       | 4      |        |
| Surf de neu                           | Surf de neu                           |      |      | ●     | 1     | 1     | 1     | 1     | 1     | 1     |       |       | ●     |       | ●     | ●     | 1     | 3     |       | 10     |        |
| Tobogan                               | Tobogan                               |      |      |       |       |       |       |       | ●     | 1     | 1     |       |       |       |       |       |       |       |       | 2      |        |
| Proves totals                         | Proves totals                         |      |      | 5     | 7     | 8     | 8     | 6     | 7     | 5     | 9     | 6     | 3     | 5     | 7     | 8     | 6     | 8     | 4     | 102    |        |
| Total acumulat                        | Total acumulat                        |      |      | 5     | 12    | 20    | 28    | 34    | 41    | 46    | 55    | 61    | 64    | 69    | 76    | 84    | 90    | 98    | 102   |        |        |
| Febrer                                | Febrer                                | 8 Dj | 9 Dv | 10 Ds | 11 Dg | 12 Dl | 13 Dm | 14 Dx | 15 Dj | 16 Dv | 17 Ds | 18 Dg | 19 Dl | 20 Dm | 21 Dx | 22 Dj | 23 Dv | 24 Ds | 25 Dg | -      | Proves |

| CO | Cerimònia d'Obertura | ● | Competició | 1 | Finals | EP | Exhibició de patinatge | CC | Cerimònia de Clausura |

## Medaller
| Jocs Olímpics d'hivern de 2018 | Jocs Olímpics d'hivern de 2018 | Jocs Olímpics d'hivern de 2018 | Jocs Olímpics d'hivern de 2018 | Jocs Olímpics d'hivern de 2018 | Anells Olímpics |
| Posició                        | CON                            | Or                             | Plata                          | Bronze                         | Total           |
| 1                              | Noruega                        | 13                             | 12                             | 10                             | 35              |
| 2                              | Alemanya                       | 13                             | 7                              | 5                              | 25              |
| 3                              | Canadà                         | 10                             | 8                              | 8                              | 26              |
| 4                              | Estats Units                   | 8                              | 7                              | 6                              | 21              |
| 5                              | Països Baixos                  | 7                              | 6                              | 4                              | 17              |
| 6                              | Suècia                         | 5                              | 5                              | 0                              | 10              |
| 7                              | França                         | 5                              | 4                              | 6                              | 15              |
| 8                              | Àustria                        | 5                              | 2                              | 6                              | 13              |
| 9                              | Corea del Sud                  | 4                              | 4                              | 3                              | 11              |
| 10                             | Suïssa                         | 3                              | 6                              | 3                              | 12              |
| 11                             | Japó                           | 3                              | 5                              | 3                              | 11              |
| 12                             | Itàlia                         | 3                              | 2                              | 5                              | 10              |
| 13                             | Belarús                        | 2                              | 1                              | 0                              | 3               |
| 14                             | R.P. de la Xina                | 1                              | 6                              | 2                              | 9               |
| 15                             | Txèquia                        | 1                              | 2                              | 3                              | 6               |
| 16                             | Eslovàquia                     | 1                              | 2                              | 0                              | 3               |
| 17                             | Regne Unit                     | 1                              | 0                              | 3                              | 4               |
| 18                             | Polònia                        | 1                              | 0                              | 1                              | 2               |
| 19                             | Hongria                        | 1                              | 0                              | 0                              | 1               |
| 19                             | Ucraïna                        | 1                              | 0                              | 0                              | 1               |
| 21                             | Atletes Olímpics de Rússia     | 0                              | 4                              | 8                              | 12              |
| 22                             | Austràlia                      | 0                              | 2                              | 1                              | 3               |
| 23                             | Eslovènia                      | 0                              | 1                              | 0                              | 1               |
| 24                             | Finlàndia                      | 0                              | 0                              | 4                              | 4               |
| 25                             | Espanya                        | 0                              | 0                              | 2                              | 2               |
| 25                             | Nova Zelanda                   | 0                              | 0                              | 2                              | 2               |
| 27                             | Kazakhstan                     | 0                              | 0                              | 1                              | 1               |
| 27                             | Letònia                        | 0                              | 0                              | 1                              | 1               |
| 27                             | Liechtenstein                  | 0                              | 0                              | 1                              | 1               |